# Assassinato de jornalistas na guerra de Gaza
O assassinato de jornalistas na guerra de Gaza, em sua maioria palestinos, juntamente com outros atos de violência contra jornalistas, marca o período mais mortal para jornalistas no conflito israelense-palestino desde 1992 e o conflito mais mortal para jornalistas em todos os conflitos conhecidos na história do mundo, de acordo com o Projeto Costs of War. De acordo com as Nações Unidas, o número de jornalistas palestinos mortos por Israel desde o início da guerra era de 242 em 11 de agosto de 2025. Por outro lado, o Comitê para a Proteção de Jornalistas (CPJ) relatou que 192 jornalistas, pelo menos 184 deles palestinos, foram mortos por Israel até 10 de agosto de 2025, enquanto a Federação Internacional de Jornalistas (FIJ) relatou o assassinato de pelo menos 180 jornalistas e profissionais da mídia palestinos por Israel até 11 de agosto de 2025. Uma contagem de julho de 2024 feita pelo Escritório de Mídia do Governo de Gaza colocou o número de jornalistas palestinos mortos por Israel em 160. Em janeiro de 2025, Israel teria matado mais 42 jornalistas palestinos, elevando esse número para 202, e em julho de 2025, teria matado mais 15 jornalistas, elevando o número para 217. Uma agregação de dados de várias fontes, incluindo do CPJ e da FIJ, que listou os nomes de todos os jornalistas até então relatados como mortos por Israel, concluiu que, até 11 de agosto de 2025, Israel havia matado até 274 jornalistas, sendo 269 deles palestinos.
O presidente do Comitê para a Proteção dos Jornalistas afirmou em 2024 que "a guerra de Israel contra Gaza é mais mortal para os jornalistas do que qualquer guerra anterior". Os ataques aéreos israelenses danificaram ou destruíram cerca de 48 instalações de mídia em Gaza. A Repórteres Sem Fronteiras relatou que o exército israelense atacou intencionalmente jornalistas palestinos. O jornal The Guardian afirmou que, contrariando o direito internacional, Israel tinha atacado jornalistas palestinianos afiliados ao Hamas, apesar de estes não estarem envolvidos em combates, contestando assim a negação de Israel de ter atacado jornalistas. Em 2023, quase 75% dos jornalistas mortos em todo o mundo eram palestinos que morreram na guerra de Israel em Gaza. De acordo com o Comitê para a Proteção dos Jornalistas, Israel foi o segundo pior país do mundo por permitir que os assassinos de jornalistas ficassem impunes.
A UNESCO concedeu o Prêmio Mundial da Liberdade de Imprensa 2024 aos jornalistas palestinos de Gaza.
De acordo com um relatório do Instituto Watson para Assuntos Internacionais e Públicos, a guerra em Gaza desde 7 de outubro de 2023 causou a morte de mais jornalistas do que o total combinado de mortos durante a Guerra Civil dos EUA, a Primeira Guerra Mundial, a Segunda Guerra Mundial, a Guerra da Coreia, a Guerra do Vietnã (incluindo conflitos relacionados no Camboja e no Laos), as Guerras Iugoslavas da década de 1990 e início de 2000 e a guerra pós-11 de setembro no Afeganistão.

## Assassinato de jornalistas pelas forças israelenses
Após os ataques de 7 de outubro, um jornalista chamado Omar Abu Shawish foi morto em Gaza.
A emissora pública turca TRT World divulgou imagens em 17 de novembro de 2023 mostrando a polícia israelense atacando sua equipe de reportagem, levando o ministro das Comunicações da Turquia, Fahrettin Altun, a dizer: "Este ataque hediondo acrescentou mais um motivo de vergonha ao histórico de Israel em matéria de liberdade de imprensa". Em 19 de novembro, seis profissionais da mídia foram mortos pelas forças israelenses em apenas 24 horas. Em 3 de dezembro, o Comitê para a Proteção dos Jornalistas afirmou que 54 jornalistas palestinos haviam sido mortos na guerra até então. Em 14 de dezembro, as Nações Unidas divulgaram uma declaração afirmando que "Gaza parece ter se tornado o lugar mais mortal do mundo para jornalistas – e suas famílias". Após um ataque israelense a uma tenda de jornalistas no Hospital Al-Aqsa em 31 de março de 2024, a Al Jazeera English declarou: "Os jornalistas têm sido sistematicamente alvos ao longo deste conflito".
O jornalista Fadi al-Wahidi foi baleado no pescoço em outubro de 2024 pelas forças israelenses e entrou em coma enquanto aguardava aprovação para uma evacuação médica.
Dois jornalistas da agência de notícias Palestine Today foram mortos em 8 de abril de 2025 e um outro morreu posteriormente devido aos ferimentos sofridos após um ataque israelense a uma tenda da imprensa perto do Complexo Médico Nasser.
A fotojornalista palestina Fatima Hassouna foi morta em 16 de abril de 2025, juntamente com dez membros de sua família, em um ataque aéreo israelense à sua casa na cidade de Gaza. Ela se tornou o tema do documentário Put Your Soul on Your Hand and Walk, selecionado para o programa de filmes ACID exibido durante o Festival de Cinema de Cannes de 2025. O ataque ocorreu um dia após o anúncio da seleção do documentário para Cannes.

### Assassinatos de jornalistas pelas IDF

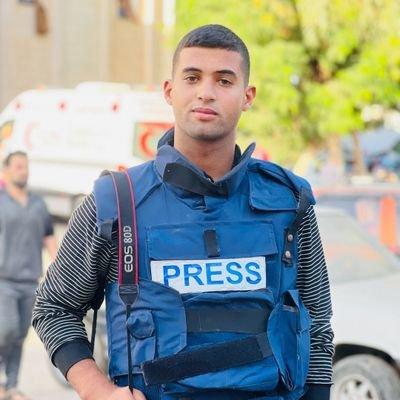
O correspondente da Al Jazeera, Hossam Shabat, foi assassinado por Israel em 24 de março de 2025

O exército israelense admitiu ter assassinado deliberadamente jornalistas durante a guerra de Gaza, incluindo Ismail al-Ghoul, Ramil al Refee, Hamza Dahdouh, Hossam Shabat e Hassan Aslih. Durante o conflito, a Repórteres Sem Fronteiras (RSF) alegou que o exército israelense havia deliberadamente atacado jornalistas.
O ataque intencional a jornalistas é um crime de guerra. O assassinato de jornalistas pelas forças israelenses em Gaza tem sido uma questão recorrente, com incidentes anteriores em 2018 e 2021. No início de 2023, o Comité para a Protecção dos Jornalistas (CPJ) divulgou um relatório afirmando que 20 jornalistas foram mortos por tiros do exército israelense desde 2001, pelos quais "até o momento, ninguém foi responsabilizado".
Uma investigação do The Guardian em junho de 2024 contestou a negação de Israel de ter como alvo profissionais da mídia, citando que alguns membros das forças armadas israelenses consideravam jornalistas do Hamas ou de meios de comunicação afiliados como alvos legítimos. Pelo menos 23 jornalistas que trabalhavam para a rede de mídia Al-Aqsa foram mortos pelas forças armadas israelenses na Faixa de Gaza desde 7 de outubro de 2023, de acordo com a ARIJ, uma organização sem fins lucrativos da Jordânia. Um porta-voz militar israelense confirmou que Israel não faz distinção entre profissionais da mídia e militantes que trabalham para o Hamas, uma declaração que, segundo o Guardian, causou alarme entre especialistas jurídicos, pois, de acordo com as leis da guerra, jornalistas são protegidos, a menos que participem de operações de combate. A relatora especial da ONU para a proteção do direito à liberdade de opinião e expressão, Irene Khan, afirmou que Israel "espalhou desinformação sobre jornalistas ligados a militantes" e que não conseguiu provar tais alegações. A ARIJ entrevistou 200 jornalistas baseados em Gaza, quase todos deslocados, e relatou que suas casas foram bombardeadas enquanto dormiam com suas famílias.

#### Ismail Abu Omar
De acordo com Israel, Ismail Abu Omar, um jornalista da Al Jazeera, era vice comandante de um batalhão do Hamas e participou nos ataques de 7 de outubro; durante os ataques, partilhou um vídeo no qual se ouve dizer "Os irmãos avançaram, 'Masha'Allah', que Deus os abençoe". Abu Omar, juntamente com o cinegrafista Ahmad Matar, foi ferido em um ataque com drone em 13 de fevereiro; a Al Jazeera negou e condenou as acusações israelenses, afirmando que "a Al Jazeera Media Network rejeita a tentativa das forças de ocupação israelenses de justificar o assassinato e o ataque a jornalistas. A rede condena as acusações contra seus jornalistas e lembra o longo histórico de mentiras e fabricação de provas por parte de Israel, através das quais busca esconder seus crimes hediondos".

#### Mohamed Washah
Durante as operações no norte de Gaza, Israel alegou ter recuperado documentos que revelavam que Mohamed Washah, jornalista da Al Jazeera, era comandante da unidade antitanque do Hamas e realizava pesquisa e desenvolvimento para a unidade aérea do grupo. Israel divulgou imagens que pareciam mostrar Washah treinando com armas antitanque, bem como trabalhando com outras armas e drones.

### Ataque aéreo na Torre Hajji
Em 10 de outubro de 2023, aeronaves israelenses bombardearam um prédio residencial chamado Hajji Tower na Faixa de Gaza. De acordo com a União de Imprensa Palestina, quatro jornalistas que cobriam a evacuação de um prédio próximo foram mortos e um número desconhecido de pessoas ficou ferido. Os jornalistas estavam presentes depois que um morador de um prédio próximo relatou ter recebido um telefonema do exército israelense alertando sobre um ataque iminente, e o prédio estava sendo evacuado. O ataque atingiu outro prédio mais próximo dos jornalistas. Hisham al-Nawajha sofreu ferimentos graves e morreu mais tarde no Complexo Médico Al-Shifa.

### Assassinato de famílias de jornalistas
Nove familiares do produtor da CNN Ibrahim Dahman foram mortos em um ataque aéreo israelense no norte de Gaza em 4 de dezembro. Em 11 de dezembro, um ataque aéreo à casa do jornalista Anas Al-Sharif resultou na morte do seu pai. Em 8 de janeiro de 2024, a mãe do jornalista da Al Arabiya Ahmad al-Batta e a esposa e filhos do jornalista Sameer Radi foram mortos em ataques aéreos. O Sindicato dos Jornalistas Palestinos declarou em 4 de fevereiro que 70 jornalistas perderam familiares próximos. Em 28 de fevereiro, um jornalista palestino afirmou que um bombardeamento israelita matou sua esposa grávida, seu filho de três anos e outras 20 pessoas. Hussein Jaber, fotógrafo da UNRWA, afirmou que sua filha de cinco anos foi morta enquanto sua família evacuava a cidade de Gaza em dezembro de 2023, declarando: "Houve um intenso tiroteio e eu vi Salma ser atingida no pescoço diante dos meus olhos".

#### Assassinato da família de Wael Dahdouh
Vários membros da família do chefe do escritório da Al Jazeera Arabic em Gaza, Wael Dahdouh, foram mortos em um ataque aéreo israelense em 25 de outubro no campo de refugiados de Nuseirat,ao sul de Wadi Gaza, onde estavam abrigados após seguirem a ordem israelense para que os civis palestinos se deslocassem do norte de Gaza para o sul. A Al Jazeera condenou os assassinatos, chamando-os de "ataque indiscriminado". Dahdouh, em entrevista à Al Jazeera, disse: "Não há lugar seguro em Gaza". O exército israelense confirmou ter realizado um ataque aéreo na área próxima ao local onde a família de Dahdouh estava abrigada, afirmando que o alvo era a "infraestrutura terrorista do Hamas". O próprio Dahdouh ficou ferido posteriormente em um ataque com mísseis israelenses em Khan Younis enquanto cobria o ataque aéreo à Escola de Haifa.
O filho de Dahdouh, Hamza al-Dahdouh, também jornalista, foi morto com um colega por um ataque aéreo israelense ao veículo em que viajavam em Khan Younis, em 7 de janeiro de 2024. A Repórteres Sem Fronteiras afirmou que parece ter sido um único foguete que atingiu o carro de Dahdouh. As Forças de Defesa de Israel (IDF) afirmaram que os dois viajavam com um "agente terrorista" que operava um drone e que "identificaram e atacaram um terrorista que operava uma aeronave de forma a colocar em risco as forças da IDF". De acordo com o Washington Post, a IDF alterou sua declaração no dia seguinte, quando o porta-voz da IDF, Daniel Hagari, afirmou que o uso de um drone para filmar os fez parecer terroristas. Após uma investigação em março de 2024, o Washington Post concluiu que "não havia indícios" de que Dahdouh estivesse "atuando como algo além de jornalista naquele dia", pois especialistas afirmaram que não havia evidências de "mobilização militar ou atividade militante" nas proximidades dos escombros para os quais onze jornalistas haviam viajado de Rafah para reportar após um ataque aéreo israelense no início do dia. Em uma declaração, o secretário de Estado dos EUA, Antony Blinken, afirmou estar "profundamente triste" pela "perda inimaginável". Wael Dahdouh afirmou: "Hamza não era parte de mim. Ele era tudo para mim".

### Suposta filiação ao Hamas
Israel afirmou em várias ocasiões que os jornalistas que matou estavam ligados a grupos militantes. O Comitê para a Proteção dos Jornalistas expressou dúvidas sobre essas alegações. A Al Jazeera Media Network também rejeitou as "alegações infundadas" de Israel contra seus jornalistas. A Repórteres Sem Fronteiras encontrou inconsistências nas alegações de Israel e afirmou: "Jornalistas não são terroristas e a mera publicação desses documentos não constitui prova de sua afiliação, nem dá a Israel o direito de matá-los".
Quatro jornalistas e fotógrafos israelenses foram mortos em 7 de outubro em meio ao ataque do Hamas a Israel, incluindo Yaniv Zohar, um fotógrafo do Israel Hayom, que foi morto junto com sua esposa e duas filhas no massacre de Nahal Oz; Roy Edan, um fotógrafo da Ynet, que foi morto no massacre de Kfar Aza; e dois editores que foram mortos no massacre do festival de música Re'im: Shai Regev, um editor de notícias de entretenimento do Ma'ariv, e Ayelet Arnin, uma editora da KAN.
Fotojornalistas israelenses que dirigiam em um comboio em direção a Re'im foram atacados por militantes do Hamas, enquanto documentavam a cena de um dos massacres. Os jornalistas foram resgatados por reservistas das Forças de Defesa de Israel após um tiroteio que durou cerca de meia hora.

## Outras violências contra jornalistas
Após os ataques de 7 de Outubro, a polícia israelense danificou o equipamento de uma equipe de televisão que fazia reportagens em Ashkelon.
Além dos mortos, desaparecidos ou detidos, o Comitê para a Proteção dos Jornalistas recebeu inúmeras denúncias de danos causados a escritórios e residências de jornalistas, e estima que "48 instalações de mídia em Gaza foram atingidas ou destruídas". Em 5 de fevereiro de 2024, um jornalista palestino compartilhou imagens verificadas de um prédio residencial em chamas no bairro de Al-Amal, em Khan Younis, afirmando que Israel havia atacado as casas de dois jornalistas. Os jornalistas Mohammed El Salhi, Ibrahim Mohamed Lafi, Mohamed Jarghoun, Ibrahim Qanan, Nidal Al Wahidi e Haitham Abdelwahid também enfrentaram várias formas de violência ou desapareceram.
Em Gaza, Mohammed Balousha, um jornalista que divulgou a notícia da morte de bebês prematuros no hospital pediátrico Nasr, foi baleado e ferido pelas Forças de Defesa de Israel (IDF). Hossam Shabat afirmou que as IDF ameaçaram bombardear sua casa caso ele não deixasse Beit Hanoun, o que elas fizeram depois que ele se recusou a sair. Em 29 de dezembro, dois repórteres da Al Jazeera na Cisjordânia foram atacados e espancados por soldados israelenses. O governo canadense anunciou em janeiro de 2024 que o jornalista cidadão canadense e trabalhador humanitário Mansour Shouman foi dado como desaparecido e teme-se que tenha sido detido ou morto durante a evacuação de Khan Younis para Rafah. Um jornalista teve a perna amputada após ser baleado por um drone de atirador israelense em fevereiro de 2024. Imagens da Agência de Notícias Shehab mostraram jornalistas sendo alvos de tiros israelenses na Cidade de Gaza em 20 de fevereiro. Em 27 de fevereiro, o jornalista da Al Jazeera Tareq Abu Azzoum quase foi atingido por um ataque de drone israelense, afirmando: "Não sabemos o motivo desse ataque, se foi feito para nos impedir de reportar sobre a guerra... É um caos absoluto". Ismail al-Ghoul, jornalista do Hospital Al-Shifa durante o ataque israelense em março de 2024, afirmou que os jornalistas foram despidos, forçados a deitar de bruços, vendados e interrogados após doze horas.
Em Israel, uma multidão de direita invadiu a casa do jornalista israelita Israel Frey e o forçou a se esconder depois que ele dedicou uma oração às vítimas da guerra em Gaza, ameaçando sua família. Em junho de 2024, jornalistas foram atacados por israelenses de extrema direita durante a marcha do Dia de Jerusalém. Em outubro de 2024, o cinegrafista da Al Jazeera Ali al-Attar ficou em estado crítico após um ataque israelense na Faixa de Gaza.
Em julho de 2025, a Agence France-Presse divulgou um comunicado informando que seus jornalistas em Gaza corriam risco iminente de morrer de fome, com um deles já fisicamente incapaz de trabalhar.

## Resposta e investigação internacional
Luciano Zaccara, professor da Universidade do Qatar, afirmou: "Não creio que exista outra situação semelhante em qualquer outra zona de conflito". O Ministério das Relações Exteriores da Jordânia apelou à comunidade internacional para que pusesse fim aos abusos israelenses contra jornalistas. Jeremy Scahill afirmou que Israel estava "matando sistematicamente os jornalistas palestinos". Hadja Lahbib, ministra das Relações Exteriores da Bélgica, afirmou que os jornalistas em Gaza precisavam ser protegidos. Hassan Barari, professor de estudos internacionais da Universidade do Qatar, afirmou: "Eles estão atacando os correspondentes da Al Jazeera simplesmente porque querem silenciá-los". A representante da Câmara dos Representantes dos EUA, Ilhan Omar, criticou a administração Biden por não abordar o assassinato de jornalistas palestinos na Faixa de Gaza por parte de Israel.
Comentando uma declaração de um porta-voz sênior das IDF de que não havia "nenhuma diferença" entre trabalhar para a rede de mídia Al-Aqsa e pertencer ao braço armado do Hamas, Adil Haque, professor de direito na Universidade Rutgers, descreveu a noção apresentada pelo porta-voz como "um completo mal-entendido ou apenas um desrespeito deliberado ao direito internacional... Se um jornalista não faz parte do braço militar do Hamas, se não é um combatente por função ou cargo, então é um civil, a menos e enquanto não participar diretamente em hostilidades." Haque acrescentou: "É chocante ouvir que um membro das IDF revelaria abertamente e publicamente a sua ignorância ou desrespeito por este princípio fundamental." As IDF emitiram posteriormente uma declaração distanciando-se dos comentários do porta-voz.
Após um ataque com drones israelenses em fevereiro de 2024 que feriu gravemente vários correspondentes da Al Jazeera, o porta-voz do Secretário de Estado dos EUA declarou: "Continuamos a dialogar com o governo de Israel para deixar claro que os jornalistas devem ser protegidos." O conselho editorial do Financial Times escreveu sobre os jornalistas palestinos em Gaza: "O papel dos corajosos jornalistas que informam o mundo sobre o que está acontecendo se torna cada vez mais importante. No entanto, eles também estão passando por sofrimentos incríveis e perdas terríveis." A 29 de fevereiro de 2024, mais de 30 organizações de notícias, incluindo a Associated Press, a Agence France-Presse e a Reuters, assinaram uma carta aberta em solidariedade com os jornalistas de Gaza.
O secretário-geral das Nações Unidas, António Guterres, declarou: "Estou profundamente preocupado com o número de jornalistas que foram mortos neste conflito." O porta-voz de Guterres, Stéphane Dujarric, afirmou que "os jornalistas em Gaza têm sido mortos a um nível nunca visto em nenhum conflito nos tempos modernos". Em agosto de 2024, o ACNUDH condenou o assassinato dos jornalistas da Al Jazeera Ismail Al-Ghoul e Rami Al-Rifi, afirmando: "Os jornalistas palestinos desempenham um papel fundamental em informar o mundo sobre a realidade em Gaza, onde Israel não permite a entrada de jornalistas internacionais. Silenciar os jornalistas palestinos oculta a realidade chocante em Gaza".

### Palestina
Abu Omar, um jornalista da Al Jazeera gravemente ferido por um ataque com drones israelenses em Rafah, declarou em fevereiro de 2024: "Continuaremos com a cobertura. E continuaremos a documentar os crimes de Israel e a mostrar o sofrimento e as preocupações do nosso povo na Faixa de Gaza." Wael Al-Dahdouh, que perdeu vários membros da sua família e foi ele próprio ferido por um ataque militar israelita, afirmou: "Os jornalistas estão a enfrentar um massacre, um banho de sangue em Gaza" e apelou "para que este massacre pare". Motaz Azaiza afirmou: "Israel não permite que jornalistas internacionais entrem em Gaza e está matando aqueles que reportam de dentro. É uma tentativa deliberada de obscurecer a narrativa palestina e apagar a verdade."
Tareq Abu Azzoum, um correspondente Al Jazeera em inglês em Gaza, afirmou: "Os jornalistas palestinos são heróis. Às vezes, eles perdem familiares e, na mesma hora, voltam para ficar diante das câmeras com um único objetivo: manter o mundo informado." Em entrevista à CNN, Abu Azzoum afirmou que os jornalistas "não deveriam ser atacados".

### Israel
Após um artigo publicado pelo HonestReporting em 9 de novembro, autoridades israelenses sugeriram que vários fotógrafos palestinos freelancers que documentaram o ataque de 7 de outubro em tempo real deviam saber dele com antecedência. Os veículos de comunicação que obtiveram as fotos, incluindo AP, Reuters, CNN e New York Times, negaram ter incorporado seus repórteres aos agressores ou ter qualquer conhecimento prévio do ataque. Um dos fotógrafos freelancers, que anteriormente havia publicado uma foto sua sendo beijado na bochecha pelo líder do Hamas, Yahya Sinwar, foi posteriormente demitido pela CNN e pela AP. No entanto, o deputado Danny Danon sugeriu que os jornalistas que "participaram da gravação do ataque" seriam "eliminados". Gil Hoffman, diretor executivo da HonestReporting, admitiu que o grupo não tinha provas para sustentar suas alegações e que estavam satisfeitos com as explicações dos jornalistas de que não sabiam dos ataques com antecedência.
A Al Jazeera declarou em Fevereiro de 2024: "os perigos enfrentados pelos jornalistas visuais de Gaza foram ampliados pelos esforços israelenses para legitimar os ataques contra eles".

### Órgãos de imprensa internacionais
O Comité para a Protecção dos Jornalistas (CPJ) está investigando ativamente todos os casos de jornalistas afetados — mortos, feridos, detidos ou desaparecidos — devido ao conflito. O CPJ afirmou que este foi o conflito mais mortal para jornalistas nos últimos 30 anos. Eles instaram Israel a conduzir uma investigação completa sobre a morte do jornalista palestino Mohammad El-Salhi, tornar públicos os resultados da investigação e tomar medidas imediatas para garantir a segurança dos profissionais da mídia que cobrem o conflito. O presidente do CPJ afirmou que o assassinato de jornalistas em Gaza "parece ter sido intencional".
Em novembro de 2023, a Repórteres Sem Fronteiras solicitou ao Tribunal Penal Internacional que iniciasse uma investigação prioritária sobre crimes de guerra relacionados ao assassinato de nove jornalistas. A RSF observou que 41 jornalistas foram mortos durante o primeiro mês do conflito, afirmando que vários jornalistas foram mortos por Israel em suas casas. Israel mantém registros do local e da residência de todas as pessoas em Gaz. A RSF alegou que Israel havia usado ataques direcionados para matar jornalistas em Gaza.
A Associação de Jornalistas Árabes e do Oriente Médio condenou a onda de mortes e reafirmou que: "Atacar jornalistas é uma violação flagrante da liberdade de imprensa e das leis internacionais de direitos humanos". O Comitê para a Protecção dos Jornalistas afirmou que "mais jornalistas foram mortos nos primeiros três meses da guerra entre Israel e Gaza do que em qualquer outro país em um ano inteiro". Em agosto de 2024, as forças israelenses teriam atirado nas costas da jornalista Salma al-Qadoumi enquanto ela fazia uma reportagem em Khan Younis.
O diretor da organização Democracy for the Arab World Now afirmou que os jornalistas internacionais foram retratados pelo governo israelense como sendo tendenciosos em relação aos palestinos e, como resultado, os soldados viam os jornalistas como "representantes do inimigo" e, portanto, não eram punidos por matar membros da mídia. A Federação Internacional de Jornalistas  afirmou: "Acho que agora isso é uma questão de liberdade de imprensa. Acho que temos que nos perguntar: 'O que o [exército israelense] está tentando alcançar? Por que eles não deixam jornalistas estrangeiros entrarem?'" O CJP afirmou que o conflito era a situação mais perigosa para jornalistas que já havia visto. O diretor do CPJ para o Oriente Médio afirmou: "O histórico de impunidade de Israel em assassinatos de jornalistas deve ser submetido ao escrutínio público".
A Repórteres Sem Fronteiras apresentou uma queixa ao Tribunal Penal Internacional em dezembro de 2023 sobre o assassinato de mais sete jornalistas palestinos, incluindo Samer Abu Daqqa. Em 7 de janeiro de 2024, o CPJ declarou que as mortes de Hamza Dahdouh e Mustafa Thuraya precisavam ser investigadas e que os responsáveis por elas deveriam ser responsabilizados.
A Human Rights Watch, a Freedom House, o Knight First Amendment Institute da Universidade de Columbia, o Comitê para a Proteção dos Jornalistas e a Repórteres Sem Fronteiras assinaram uma carta conjunta em 10 de janeiro de 2024 ao presidente dos Estados Unidos, Joe Biden, pedindo que seu governo fizesse mais para impedir ataques aéreos contra jornalistas. Em 25 de janeiro, o International Press Institute afirmou que o número de jornalistas mortos em Gaza representava "o pior massacre que observamos em uma zona de conflito desde que nossa organização foi fundada, há 75 anos". A Repórteres Sem Fronteiras afirmou em 8 de fevereiro que "o jornalismo palestino foi dizimado pelas forças armadas israelenses com total impunidade".
Um grupo de 36 jornais, incluindo Reuters, AP, AFP, The New York Times, The Guardian, Der Spiegel, Inquirer, Haaretz, Al-Araby Al-Jadeed, The Asahi Shimbun, assinou uma "Carta aberta sobre jornalistas em Gaza" em 29 de fevereiro de 2024, coordenada pelo Comitê para a Proteção dos Jornalistas contra os assassinatos em curso, pedindo a todas as partes que protejam os jornalistas e o direito de reportar. Em julho de 2024, o Sindicato Nacional de Jornalistas condenou "os assassinatos de pelo menos 117 jornalistas palestinos em Gaza desde o início da guerra". Em outubro de 2024, a Al Jazeera Media Network condenou o "contínuo" ataque de Israel a seus jornalistas na Faixa de Gaza, após o tiro no pescoço de seu cinegrafista Fadi Al Wahidi.
A PEN Internacional escreveu em novembro de 2024 que estava indignada com uma acusação israelense contra seis jornalistas na Faixa de Gaza, chamando-os de ameaças contra os jornalistas. A Federação Internacional de Jornalistas condenou "a estratégia de Israel de difamar os jornalistas de Gaza com alegações não comprovadas" e pediu uma investigação sobre "o alvo sistemático e o assassinato de jornalistas por Israel".

### Protestos e comícios
Vários jornalistas paquistaneses se reuniram em Karachi para uma manifestação para condenar o que consideravam ataques intencionais à mídia em Gaza. Eles pediram à Organização das Nações Unidas que tomasse medidas para impedir a agressão israelense contra os meios de comunicação. Durante a manifestação, eles exibiram faixas e cartazes com imagens de jornalistas mortos em ataques aéreos israelenses. Jornalistas em mais de 100 países e órgãos de imprensa, como a Federação Internacional de Jornalistas marcaram o dia 26 de fevereiro de 2024 como o Dia Internacional dos Jornalistas Palestinos. Em agosto de 2024, a Orquestra Sinfônica de Melbourne cancelou a apresentação de Jayson Gillham depois que ele dedicou uma peça aos jornalistas mortos em Gaza.